# Кумла
Кумла (на шведски: Kumla) е град в централна Швеция, лен Йоребру. Главен административен център на едноименната община Кумла. Намира се на около 160 km на югозапад от столицата Стокхолм и на около 20 km на юг от Йоребру. Получава статут на град през 1942 г. Има жп гара. Населението на града е 14 062 жители според данни от преброяването през 2010 г.